# بنی‌خالد

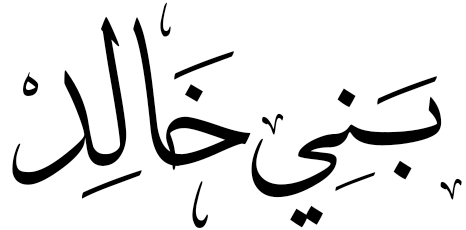

بنی خالد (به عربی: بني خالد) کنفدراسیونی از قبیله‌های عرب است. این قبیله از سده پانزدهم تا سدهٔ هجدهم  و دوباره در اوایل سدهٔ نوزدهم بر عراق ، کویت و عربستان شرقی (الحسا و القطیف) زیر نظارت امپراتوری عثمانی حکومت می کردند.

در بیشترین حد ، قلمرو بنی خالد از عراق در شمال تا مرزهای عمان در جنوب گسترش یافت و بنی خالد با حاکمیت بر منطقه نجد در عربستان مرکزی از نفوذ سیاسی برخوردار شد.

بیشتر اعضای قبیله در حال حاضر در عربستان سعودی شرقی ساکن هستند ، در حالی که سایر افراد در عراق ، کویت ، قطر ، بحرین ، فلسطین ، سوریه ، امارات متحده عربی و ایران زندگی می کنند.
اعضای بنی خالد مسلمان و اهل سنت هستند.

## رابطه بنی خالد با شیعیان در گذشته
بنی خالد کسانی بودند که بر احساء و القطیف حکومت کردند و در دوران حکومت آنها به شیعیان اجازه داده شد که مناسک دینی خود را که تماماً جنبه ضد استعماری داشت را به جا بیاورند.